# عامل هومورال
عوامل هومورال (به انگلیسی: Humoral factor) عواملی هستند که توسط دستگاه گردش یعنی در خون منتقل می‌شوند و شامل موارد زیر می شوند:
- عوامل ایمنی هومورال در دستگاه ایمنی بدن
- هورمون‌ها در دستگاه غدد درون‌ریز